# Antonio della Corna

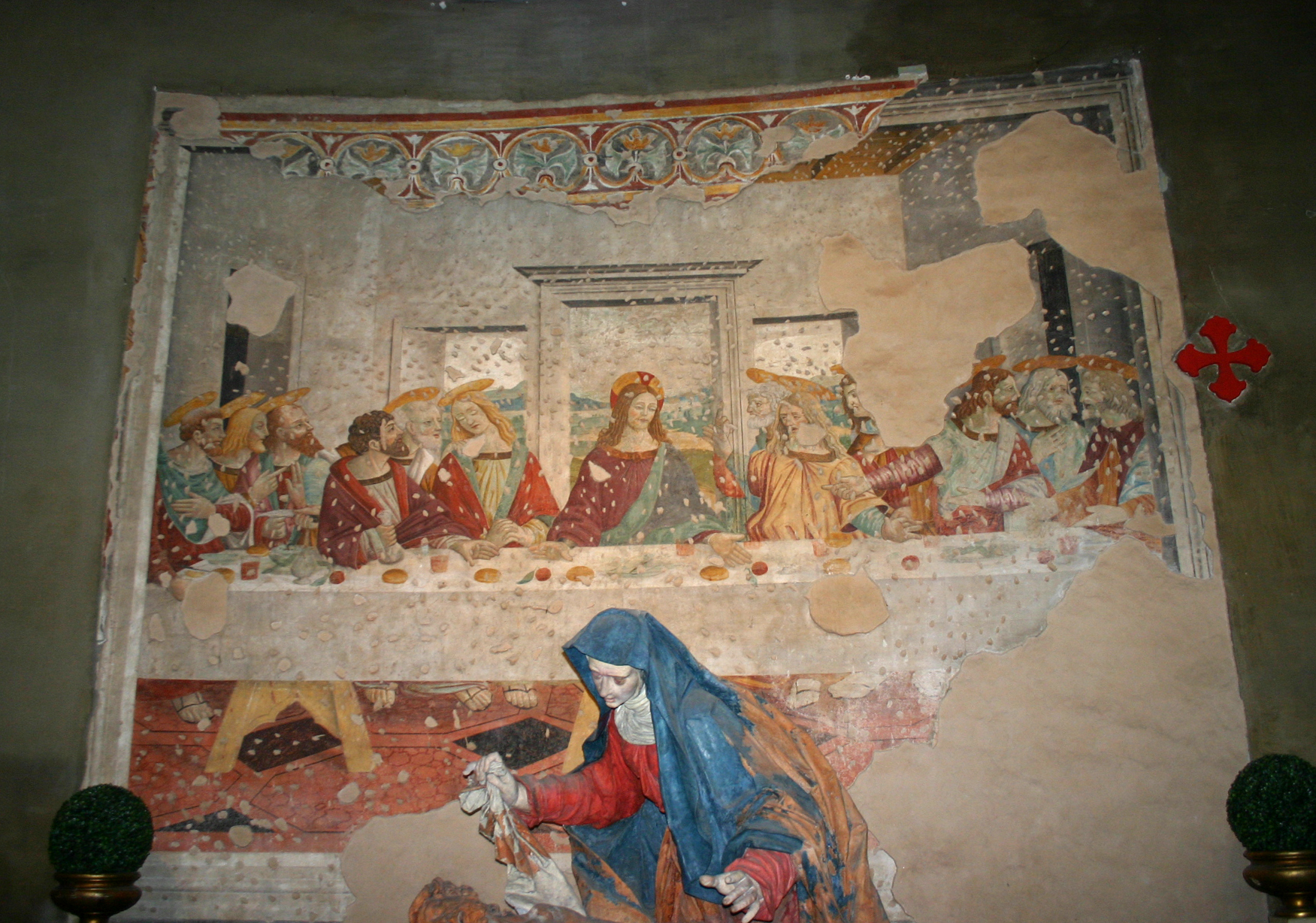
Dernier Souper, fresque attribuée à della Corna, basilique Saint-Laurent de Milan.

Antonio della Corna, qui a vécu aux XVe et XVIe siècles, est l’un des artistes appelés par Ludovic Sforza pour décorer le palais Porta Giovia à Milan en 1490. Aucune date n'est connue concernant sa date de naissance et de son décès.

## Biographie
Son lieu de naissance se situerait à Crémone ou à Soncino, et serait influencé par Andrea Mantegna et Giovanni Bellini, mais il n'y a aucune œuvre de lui ni à Crémone ni à Soncino. La collection Bignami, près de Casalmaggiore, contient une image représentant un meurtre tiré de la Légende de saint Julien, signée en 1478.

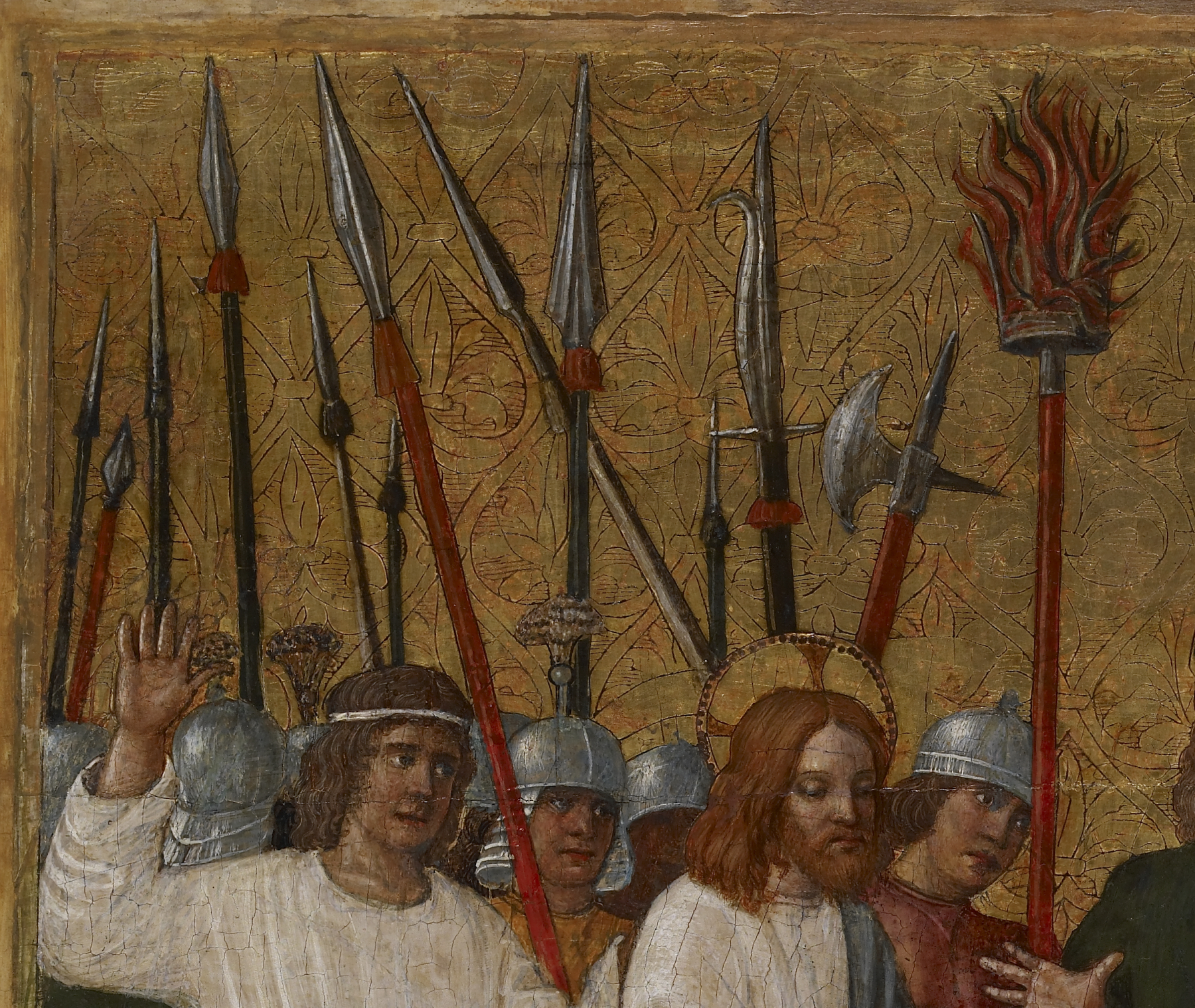
Le Christ devant Caïphe, Antonio della Corna. The Walters Art Museum.

Lui sont aussi attribuées des fresques datés de 1498 et le Polittico della Misericordia de la cathédrale Sant'Andrea de Asola dans la province de Mantoue.